# Loxochila
Loxochila là một chi bướm đêm thuộc họ Geometridae.